# Cooper Barrett's Guide to Surviving Life
Cooper Barrett's Guide to Surviving Life (originalmente llamado The Guide to Surviving Life antes de cambiar su nombre al actual) es una serie de televisión de comedia estadounidense creada por Jay Lacopo. Se estrenó en línea el 21 de diciembre de 2015 y su estreno en televisión fue el 3 de enero de 2016 en Fox, con 13 episodios ordenados.
El 12 de mayo de 2016, Fox cancela la serie, dejando 3 episodios sin emitir. Un mes después fueron emitidos dos episodios más, y el último el 26 de junio de 2016.

## Elenco y personajes

### Principales
- Jack Cutmore-Scott como Cooper Barrett.
- Meaghan Rath como Kelly Bishop.
- James Earl como Barry Sandel.
- Charlie Saxton como Neal Fissley.
- Liza Lapira como Leslie Barrett.[1]
- Justin Bartha como Josh Barrett.[1]

### Recurrentes
- Marshall Manesh como Virgil.
- Victoria Justice como Ramona Miller.[2]

### Invitados
- Paula Abdul como ella misma.
- Colin Cowherd como ella misma.
- Kimberly Kevon Williams como Ashley.[3]
- Corey Reynolds como Frank.[3]
- Lyndon Smith como Lena.
- Parker Young como Shane.[4]
- Alan Ruck como Mark Barrett.[5]
- Jane Kaczmarek como Cindy Barrett.[5]
- Juicy J como él mismo.

## Episodios
| N.º | Título                                      | Dirigido por    | Escrito por                                  | Fecha de emisión original                                          | Código de prod. | Audiencia (millones) |
| --- | ------------------------------------------- | --------------- | -------------------------------------------- | ------------------------------------------------------------------ | --------------- | -------------------- |
| 1 | «How to Survive Your Loveable Jackass»      | James Griffiths | Jay Lacopo                                   | 21 de diciembre de 2015 (en línea) 3 de enero de 2016 (televisión) | 1AYT01          | 2.62                 |
| En 2011, Cooper, Barry, y Neal se mudan a su nuevo apartamento y tienen una fiesta de inauguración salvaje, durante el cual se roba su nuevo televisor. Dos años más tarde, Barry roba la televisión errónea de los chicos del UFC. En un partido de baloncesto, Cooper es reconocido por los chicos del UFC y lo secuestran, por lo que sus amigos tienen que sacarle del apuro. Su relación con su vecina Kelly es difícil. Por último, Cooper abandona su trabajo porque ha encontrado inversores por su idea. |                                             |                 |                                              |                                                                    |                 |                      |
| 2 | «How to Survive Insufficient Funds»         | James Griffiths | Paul Mather                                  | 10 de enero de 2016                                                | 1AYT04          | 4.57                 |
| 3 | «How to Survive Being a Plus One»           | James Griffiths | Amelie Gillette                              | 17 de enero de 2016                                                | 1AYT06          | 2.56                 |
| Kelly es invitado a México para la boda de su exnovio Thom (Jayson Blair) y lleva a Cooper como su pareja. El viaje resulta ser difícil y requiere la ayuda de Josh y los compañeros de piso. Al final, la boda se cancela, y Kelly se entera de que Cooper es un gran amigo. |                                             |                 |                                              |                                                                    |                 |                      |
| 4 | «How to Survive Losing Your Phone»          | Jeff Melman     | Brian Rubenstein                             | 14 de febrero de 2016                                              | 1AYT05          | 1.74                 |
| 5 | «How to Survive Your Roommate's Girlfriend» | Adam Davidson   | Bill Callahan & Paul Mather                  | 21 de febrero de 2016                                              | 1AYT08          | 1.87                 |
| La nueva novia de Barry, Ashley (Kimberly Kevon Williams) resulta ser rica, con el padre de Ashley, Frank (Corey Reynolds) dando a Barry un trabajo. Y Barry luego se entera de que el negocio de Frank no es tan legítimo. |                                             |                 |                                              |                                                                    |                 |                      |
| 6 | «How to Survive Your Horrible Landlord»     | James Griffiths | Donald Diego                                 | 6 de marzo de 2016                                                 | 1AYT07          | 1.85                 |
| 7 | «How to Survive Old Friends»                | James Griffiths | Jay Lacopo                                   | 13 de marzo de 2016                                                | 1AYT02          | 1.95                 |
| 8 | «How to Survive Your Crazy Ex»              | Jeremy Garelick | Bill Callahan                                | 3 de abril de 2016                                                 | 1AYT03          | 0.97                 |
| 9 | «How to Survive Working with Friends»       | Bill Purple     | Brian Rubenstein                             | 10 de abril de 2016                                                | 1AYT09          | 1.09                 |
| 10 | «How to Survive Your Parents' Visit»        | Henry Chan      | Donald Diego, John Blickstead & Trey Kollmer | 17 de abril de 2016                                                | 1AYT10          | 1.04                 |
| 11 | «How to Survive Your Emotional Baggage»     | Phil Traill     | Bill Callahan & Paul Mather                  | 12 de junio de 2016                                                | 1AYT12          | 0.80                 |
| 12 | «How to Survive Dating»                     | Matt Sohn       | Jay Lacopo                                   | 19 de junio de 2016                                                | 1AYT13          | 0.80                 |
| 13 | «How to Survive Your Birthday»              | James Griffiths | Amelie Gillette                              | 26 de junio de 2016                                                | 1AYT11          | 0.97                 |

## Transmisiones
Los primeros 7 episodios fueron emitidos el domingo a las 8:30 p. m.. Los episodios 8, 9,10 y 12 a las 7:30 p. m.. Y los episodios 11 y 13 a las 7:00 p. m..

## Recepción
La serie recibió críticas mixtas de los expertos. En Metacritic tiene un porcentaje de 51/100 basado en 14 comentarios. En Rotten Tomatoes, tiene un porcentaje de 5.3/10. Los críticos consensúan que: "Cooper Barrett's Guide to Surviving Life gana puntos de seriedad y una ligera inclinación progresiva, pero una falta general de inteligencia o de la estructura que mantiene el espectáculo desde la altura de su potencial".